# What the Dead Men Say
What the Dead Men Say — девятый студийный альбом группы Trivium, выпущенный 24 апреля 2020 года лейблом Roadrunner Records.
27 февраля состоялась премьера дебютного сингла с альбома «Catastrophist». 8 марта в трейлере, посвящённому персонажу игры Mortal Kombat 11 Спауну, были представлены фрагменты двух песен с готовящейся пластинки — «IX» и «Scattering The Ashes». 26 марта появился титульный сингл релиза «What the Dead Men Say». Накануне официального выпуска альбома музыканты представили ещё две песни «Amongst the Shadows & the Stones» (16 апреля)и «Bleed Into Me» (22 апреля).
Летом вместе с In Flames музыканты планировали отправиться в совместный североамериканский тур Megadeth и Lamb of God в качестве специальных гостей. Однако из-за эпидемии коронавируса концерты, вероятно, будут в этом году отменены.

## Критика
На агрегаторе Metacritic, который присваивает нормализованный рейтинг из 100 на основе обзоров критиков, альбом имеет средний балл 84 на основе 4 обзоров. Том Джурек из AllMusic дал альбому положительную оценку, заявив: «Хотя Trivium всегда упрямо шли своим путём, What the Dead Men Say звучит как преднамеренный подарок давним фанатам». Фрейзер Уилсон из Distorted Sound поставил альбому 9 баллов из 10 и сказал: «Trivium уже является одним из самых громких имён в тяжелой музыке. Если они продолжат путь совершенства, который они установили с помощью The Sin and the Sentence и What the Dead Men Say, неудивительно, что они достигнут высот, невиданных с 1980-х годов». Люк Мортон из Kerrang! поставил альбому 4 балла из 5 и заявил: «Это альбом, который Trivium хотели сделать в течение довольно долгого времени. Вы можете услышать, как сильно они любят хэви-метал, добавляя элементы трэша, мелодик-дэт-метала и блэк-метала». Мерлин Олдерслейд из Louder Sound дал альбому положительную рецензию и заявил: «The Sin and the Sentence вернули Trivium в седло. Благодаря What the Dead Men Say они снова побеждают. Одна из моих самых любимых металлических групп сейчас находится в лучшей форме за все ее историю». Джейми Гиберти из Rock Sins оценил альбом на 8,5 баллов из 10 и сказал: «What the Dead Men Say является прекрасным дополнением к арсеналу Trivium. За последние три года, это будет альбом, который приведет их к самым большим успехам». Кайдан Ховисон из Wall of Sound дал альбому высшую оценку в 10 баллов из 10 и заявил: «Это альбом, благодаря которому Trivium еще больше укрепляет свое место в качестве одной из самых важных групп в современном металле».

## Список песен
Слова и музыка всех песен — Trivium.
| №                   | Название                           | Длительность |
| ------------------- | ---------------------------------- | ------------ |
| 1.                  | «IX» (instrumental)                | 1:58         |
| 2.                  | «What the Dead Men Say»            | 4:45         |
| 3.                  | «Catastrophist»                    | 6:28         |
| 4.                  | «Amongst the Shadows & the Stones» | 5:40         |
| 5.                  | «Bleed Into Me»                    | 3:48         |
| 6.                  | «The Defiant»                      | 4:29         |
| 7.                  | «Sickness Unto You»                | 6:14         |
| 8.                  | «Scattering the Ashes»             | 3:24         |
| 9.                  | «Bending the Arc to Fear»          | 4:45         |
| 10.                 | «The Ones We Leave Behind»         | 4:56         |
| Общая длительность: | Общая длительность:                | 46:31        |

## Участники записи

### Trivium
- Мэтью Хифи — вокал, гитара;
- Кори Бьёлье — гитары, бэк-вокал;
- Паоло Греголетто — бас-гитара, бэк-вокал;
- Алекс Бент — ударные, перкуссия